# Ладрільяр
Ладрільяр (ісп. Ladrillar) — муніципалітет в Іспанії, у складі автономної спільноти Естремадура, у провінції Касерес. Населення — 225 осіб (2010).
Муніципалітет розташований на відстані близько 210 км на захід від Мадрида, 110 км на північ від Касереса.
На території муніципалітету розташовані такі населені пункти: (дані про населення за 2010 рік)
- Кабесо: 55 осіб
- Ладрільяр: 108 осіб
- Лас-Местас: 49 осіб
- Ріомало-де-Арріба: 13 осіб

## Демографія
Динаміка населення (INE ):